# رودخانه روزیزی
روزیزی رودخانه‌ای به طول ۱۱۷ کیلومتر (۷۳ مایل) ) است، که از دریاچه کیوو به دریاچه تانگانیکا در آفریقای مرکزی جریان دارد که ارتفاعش در طول مسیر از حدود ۱٬۵۰۰ متر (۴٬۹۰۰ فوت) تا حدود ۷۷۰ متر (۲٬۵۳۰ فوت) بالاتر از سطح دریا نزول می‌کند. تندترین شیب‌ها در ۴۰ کیلومتر (۲۵ مایل) اول رودخانه واقع گردیده، در جایی که سدهای برق آبی ساخته شده است. بیشتر در پایین دست، دشت روزیزی، بستر دره کالفت آلبرت، دارای شیب ملایم است، و رودخانه از طریق دلتا به دریاچه تانگانیکا می‌ریزد و یک یا دو کانال کوچک از کانال اصلی جدا می‌شود.

## جانوران و گیاهان
به‌طور گسترده ای شایع شده یک کروکودیل انسان‌خوار به‌نام گوستاو در کرانه‌های رودخانه روزیزی و سواحل شمالی دریاچه تانگانیکا پرسه می‌زند. تخمین زده شده این جانور حدود ۶ متر (۲۰ فوت) طول و وزنی حدود ۹۰۰ کیلوگرم (۲٬۰۰۰ پوند) داشته باشد، گفته می‌شود که بسیاری از مردم را کشته و خورده است. در فیلم مستند گوستاو («گرفتن کروک قاتل»)، راوی بیان می‌کند که «در دهه ۱۹۵۰، بوفالوها، فیل‌ها و گرازها در دشت زندگی می‌کردند؛ اما آنها به تدریج توسط انسان نابود شدند. تنها بازمانده در میان پستانداران بزرگ، اسب آبی هستند و آنها رودخانه را با همزیستی ناآرامی با تمساح نیل شریک شدند.»